# Miyakojima
Miyakojima (宮古島市?, Miyakojima-shi) è una città (市?, shi) della prefettura di Okinawa; si trova nelle isole Miyako, che fanno parte dell'arcipelago delle Ryūkyū, in Giappone.
La città di Miyakojima è nata nel 2005, a seguito della legge per la fusione delle municipalità (市町村区?, shichōsonku), promulgata nel 2004, tesa a ridurre il numero degli Enti Locali giapponesi. È stata formata con la fusione della città di Hirara, le cittadine (町?, chō) di Gusukube, Irabu e Shimoji, ed il villaggio (村?, son) di Ueno. Tali municipalità sono state sottratte al distretto di Miyako (宮古郡?, Miyako-gun).
La nuova città non rappresenta un vero e proprio centro abitato, ma comprende il territorio di tutte le isole Miyako, ad eccezione di Taramajima e Minnajima che formano il villaggio (村?, son) di Tarama, l'unico comune rimasto sotto l'amministrazione del distretto di Miyako.
Il territorio comunale si estende per 204.54 km² e, a tutto il 1º gennaio del 2008, Miyakojima aveva una popolazione di 52.777 abitanti, con una densità pari a 258 ab./km². Il maggiore centro abitato è quello di Hirara, che si trova nell'isola più popolata della città, Miyakojima. Le altre isole comprese nel territorio sono quelle di Ikemajima, Ōgamijima, Irabujima, Shimojishima e Kurimajima.

## Clima
| Miyakojima (1991-2020) Fonte: JMA                    | Mesi        | Mesi        | Mesi        | Mesi        | Mesi        | Mesi        | Mesi        | Mesi        | Mesi        | Mesi        | Mesi        | Mesi        | Stagioni | Stagioni | Stagioni | Stagioni | Anno    |
| Miyakojima (1991-2020) Fonte: JMA                    | Gen         | Feb         | Mar         | Apr         | Mag         | Giu         | Lug         | Ago         | Set         | Ott         | Nov         | Dic         | Inv      | Pri      | Est      | Aut      | Anno    |
| ---------------------------------------------------- | ----------- | ----------- | ----------- | ----------- | ----------- | ----------- | ----------- | ----------- | ----------- | ----------- | ----------- | ----------- | -------- | -------- | -------- | -------- | ------- |
| T. max. media (°C)                                   | 20,6        | 21,1        | 22,8        | 25,1        | 27,7        | 30,3        | 31,7        | 31,3        | 30,1        | 27,8        | 25,3        | 22,2        | 21,3     | 25,2     | 31,1     | 27,7     | 26,3    |
| T. media (°C)                                        | 18,3        | 18,6        | 20,1        | 22,5        | 25,0        | 27,7        | 28,9        | 28,6        | 27,6        | 25,5        | 23,1        | 20,0        | 19,0     | 22,5     | 28,4     | 25,4     | 23,8    |
| T. min. media (°C)                                   | 16,3        | 16,6        | 17,9        | 20,4        | 23,0        | 25,7        | 26,8        | 26,5        | 25,6        | 23,8        | 21,3        | 18,2        | 17,0     | 20,4     | 26,3     | 23,6     | 21,8    |
| T. max. assoluta (°C)                                | 27,0 (1972) | 27,6 (2010) | 28,6 (1998) | 30,7 (1964) | 33,3 (1963) | 35,1 (1971) | 35,3 (1971) | 34,2 (1988) | 34,2 (1963) | 32,5 (1952) | 30,9 (1972) | 28,8 (2018) | 28,8     | 33,3     | 35,3     | 34,2     | 35,3    |
| T. min. assoluta (°C)                                | 6,9 (1967)  | 7,3 (1977)  | 8,6 (1963)  | 11,4 (1969) | 15,2 (1965) | 17,4 (1964) | 21,4 (1968) | 21,2 (1938) | 19,7 (1997) | 17,2 (1942) | 12,9 (1975) | 9,6 (1967)  | 6,9      | 8,6      | 17,4     | 12,9     | 6,9     |
| Giorni di calura (Tmax ≥ 30 °C)                      | 0,0         | 0,0         | 0,0         | 0,1         | 4,5         | 19,8        | 28,6        | 27,2        | 17,9        | 3,4         | 0,2         | 0,0         | 0,0      | 4,6      | 75,6     | 21,5     | 101,7   |
| Nuvolosità (okta al giorno)                          | 8,0         | 7,8         | 7,6         | 7,7         | 7,6         | 7,4         | 6,2         | 6,3         | 6,4         | 6,7         | 7,3         | 7,7         | 7,8      | 7,6      | 6,6      | 6,8      | 7,2     |
| Precipitazioni (mm)                                  | 138,8       | 119,8       | 138,7       | 148,7       | 222,3       | 194,7       | 151,6       | 257,4       | 259,3       | 157,9       | 139,8       | 147,2       | 405,8    | 509,7    | 603,7    | 557,0    | 2 076,2 |
| Giorni di pioggia                                    | 12,3        | 10,8        | 10,9        | 9,9         | 10,7        | 9,8         | 9,3         | 12,2        | 11,2        | 10,0        | 10,9        | 11,9        | 35,0     | 31,5     | 31,3     | 32,1     | 129,9   |
| Giorni di nebbia                                     | 0,0         | 0,0         | 0,1         | 0,3         | 0,1         | 0,0         | 0,0         | 0,0         | 0,0         | 0,0         | 0,0         | 0,0         | 0,0      | 0,5      | 0,0      | 0,0      | 0,5     |
| Umidità relativa media (%)                           | 72          | 74          | 76          | 79          | 82          | 84          | 80          | 81          | 79          | 75          | 74          | 71          | 72,3     | 79       | 81,7     | 76       | 77,3    |
| Radiazione solare globale media (centesimi di MJ/m²) | 8,7         | 10,6        | 13,2        | 15,5        | 17,6        | 20,2        | 21,9        | 19,6        | 17,3        | 14,2        | 10,9        | 8,7         | 28,0     | 46,3     | 61,7     | 42,4     | 178,4   |
| Ore di soleggiamento mensili                         | 85,5        | 90,3        | 116,0       | 122,9       | 149,3       | 191,9       | 241,0       | 210,9       | 179,3       | 151,9       | 112,3       | 92,7        | 268,5    | 388,2    | 643,8    | 443,5    | 1 744,0 |
| Pressione a 0 metri s.l.m. (hPa)                     | 1 015,2     | 1 014,3     | 1 012,3     | 1 009,5     | 1 005,9     | 1 003,6     | 1 003,1     | 1 002,0     | 1 004,1     | 1 008,8     | 1 012,6     | 1 015,0     | 1 014,8  | 1 009,2  | 1 002,9  | 1 008,5  | 1 008,9 |
| Tensione di vapore (hPa)                             | 15,4        | 16,2        | 18,3        | 21,9        | 26,2        | 31,2        | 31,8        | 31,6        | 29,1        | 24,7        | 21,1        | 16,9        | 16,2     | 22,1     | 31,5     | 25,0     | 23,7    |
| Vento (direzione-m/s)                                | NNE 4,9     | NNE 4,8     | NNE 4,6     | S 4,4       | S 4,0       | SSW 4,5     | SSW 4,4     | S 4,2       | NE 4,6      | NE 5,3      | NE 5,2      | NNE 5,3     | 5,0      | 4,3      | 4,4      | 5,0      | 4,7     |